# Avatares (Charmed)

Los Avatares son personajes ficticios de la serie de televisión Charmed.

## Descripción
Los Avatares son un grupo antiguo de seres mágicos, extremadamente poderosos, que pueden cambiar la estructura del tiempo. Su poder es a veces descrito como la habilidad de manipular el tiempo y el espacio. Al contrario de las brujas, warlocks, demonios, Guías Blancos, los Ancianos, y otros seres mágicos, se dice que su poder, se dice es ilimitado, más allá del bien y del mal. Los Avatares no pueden ser categorizados como buenos o malos; son neutrales. Su deseo es cambiar al mundo sobre la base de su diseño haciéndolo perfecto y harán cualquier cosa para mantener la Utopía a salvo y sin violencia. Los Avatares existen fuera del tiempo y del espacio.
En un punto del tiempo, los Avatares rigieron el mundo entero, pero al final la comunidad mágica comenzó una revuelta y crearon una poderosa poción con la cual los destruyeron. A diferencia de otras criaturas mágicas en el universo de Charmed, los Avatares están mágicamente conectados unos con otros. Si un miembro del colectivo muere, afecta a todos los Avatares, haciéndolos más débiles y menos poderosos individualmente y como grupo, esto es demostrado cuando la Avatar Beta es asesinada por Kyle Brody con una poción, también cabe aclarar que también sus poderes están conectados, por ejemplo en el episodio Leo ha cambiado:Alpha y Beta le advirtieron a Leo que usar el poder de manipulación del tiempo requiere un gran poder es decir pedir prestada energía a todo el colectivo lo cual los debilita un poco, pero cada vez que se usa los debilita más por lo que no debe usarlo para ganancias personales porque pondría en peligro a todos los Avatares, a su familia, a los inocentes y a él mismo, pero le permitieron usarlo para darle una lección de lo que pasaría si no los escuchaba ( como consejo no como una orden). 
En Charmed, los Avatares son representados como pacíficos, y un poderoso colectivo con el solo propósito de crear su versión de Utopía, poniendo a todos los humanos a dormir temporalmente y destruyendo a los demonios y seres malignos de la tierra mientras tanto. Los Avatares prometieron que después del despertar, la guerra entre el bien y el mal acabaría y las hermanas tendrían vidas normales. Sin embargo, la promesa de Utopía venía con un alto precio: si una persona creaba "conflicto", esa persona era eliminada de la existencia por los Avatares.

## Apariciones
Los Avatares hicieron su primera aparición en la temporada 5, cuando vinieron con Cole Turner y le pidieron que se les uniera para obtener su rango. Cole al principio rechazó su oferta. Incluso la bola de energía de alguien tan poderoso como Cole no causó efecto en ellos.
En un episodio posterior, Cole se dio cuenta del poder ilimitado que los Avatares podrían proporcionarle. Aceptó la oportunidad de convertirse en un Avatar, y usó su nuevo poder para cambiar el pasado para ganancias personales. Alteró la realidad con el deseo de que Phoebe lo amara y pudieran estar juntos para siempre. Desafortunadamente, el no era invencible en el mundo alterado donde, de regreso a su forma pasada, era conocido como el poderoso demonio Belthazor. Los Avatares le advirtieron, y le pidieron que se detuviera. Cole los ignoro, lo que lo llevó a su perdición.
Durante la temporada 7, Leo se convirtió en un Avatar por desesperación, deseando usar su poderes para traer a Piper y Phoebe de regreso de la muerte. Pero poco después, Leo comenzó a aumentar su fe en los Avatares, buscando crear un mejor mundo. Después de eso, los Avatares buscaron la ayuda de las hermanas Halliwell. Teniendo el deseo de vivir una vida normal, las hermanas aceptaron seguir los planes de los Avatares. Utopía fue creada, un nuevo mundo bajo la mirada de los Avatares. 
Después de eso, Leo revisaba con las hermanas si la Utopía era lo que se les había prometido. Sin embargo, Leo atestigua que los Avatares mantenían la Utopía en una manera que no se esperaba. Simplemente removían a todos los que creaban conflicto de la existencia. Alpha, el representante de los Avatares, explicó que habían modificado la manera de pensar de la gente, de manera que ellos pudieran aceptar más fácilmente la Utopía. Desafortunadamente mucha gente no tenían esperanza, y sus demonios interiores comenzaban a emerger, llevándolos a causar conflicto. 
Esto llevaba a los Avatares a lidiar con el caos resultante para proteger la Utopía. Leo les pregunto si estaban matando gente, pero ellos dijeron que simplemente los "removían", desapareciendo a uno por el bien de muchos; tenían la obligación de mantener el mundo que habían creado, y no permitirían que nada atentara contra su mundo. 
Las hermanas no quisieron ayudar a Leo, y Zankou les mostró la forma de causarle un shock, debido a que ellas no sentir el dolor, la pena, o el luto. Leo se sacrificó a sí mismo a los Avatares, creando conflicto peleando con demonios en una fiesta en la mansión. Phoebe se dio cuenta de la muerte de Leo advertida por una premonición que le recordó las pérdidas que había enfrentado, ella ayudó a Piper a recordar la pérdida de Leo, y a Paige la pérdida de Kyle. Las hermanas se encontraron con Zankou y aprendieron a crear una poderosa poción. Zankou la encontró en una antigua Tumba Egipcia, con muchos dibujos que mostraban su historia con los Avatares. Anubis, el dios egipcio, decía: "Hay una precio que pagar por Utopía".
Zankou y las hermanas de dirigieron al cuartel de los Avatares, donde les exigieron regresar al mundo a la normalidad amenazándolos con la poción. Phoebe dijo que por lo menos cuando el bien y el mal existían en el mundo, la gente sabía porque moría. Los Avatares regresaron al mundo al punto antes de que Utopía fuera creada prometiendo regresar en otro tiempo cuando la gente estuviera lista para aceptar Utopía. 
En un episodio de la temporada 8, una Avatar hizo una pequeña aparición cuando Piper la convocó junto a un Anciano. Ella demandó una explicación del porque el Ángel de la Muerte deseaba llevarse a Leo. La Avatar y el Anciano no tenían autoridad para contentar esa pregunta. Pero le dieron a Piper información de que un poder más alto que vigilaba el Gran Diseño, el Ángel del Destino.

## Habilidades
Las habilidades de lo Avatares solo están limitados por el poder total de los miembros del colectivo. Las habilidades mostradas por ellos incluyen:
- Crear realidades alternativas
- Ondas y rayos de energía
- Resurrección de los muertos
- Piroquinesis
- Teletransportación
- Control del tiempo - Detener, regresar, etc.
- Remover a la gente de la existencia (En Utopía)
- Crear ilusiones
- Contener poderes ajenos, sean del bien o el mal
- Tomar forma de cabezas flotantes
- Convertir a quien desee en un Avatar

- Datos: Q2689187